# Love Close-up
Love Close-up este un film românesc din 2005 regizat de Sebastian Voinea. Rolurile principale au fost interpretate de actorii Ana Ularu, Andi Vasluianu.

## Distribuție
Distribuția filmului este alcătuită din:
- Andi Vasluianu — Mircea
- Ana Ularu — Ania